# Reinhard Stöckel
Reinhard Stöckel (* 1956 in Allstedt) ist ein deutscher Schriftsteller.

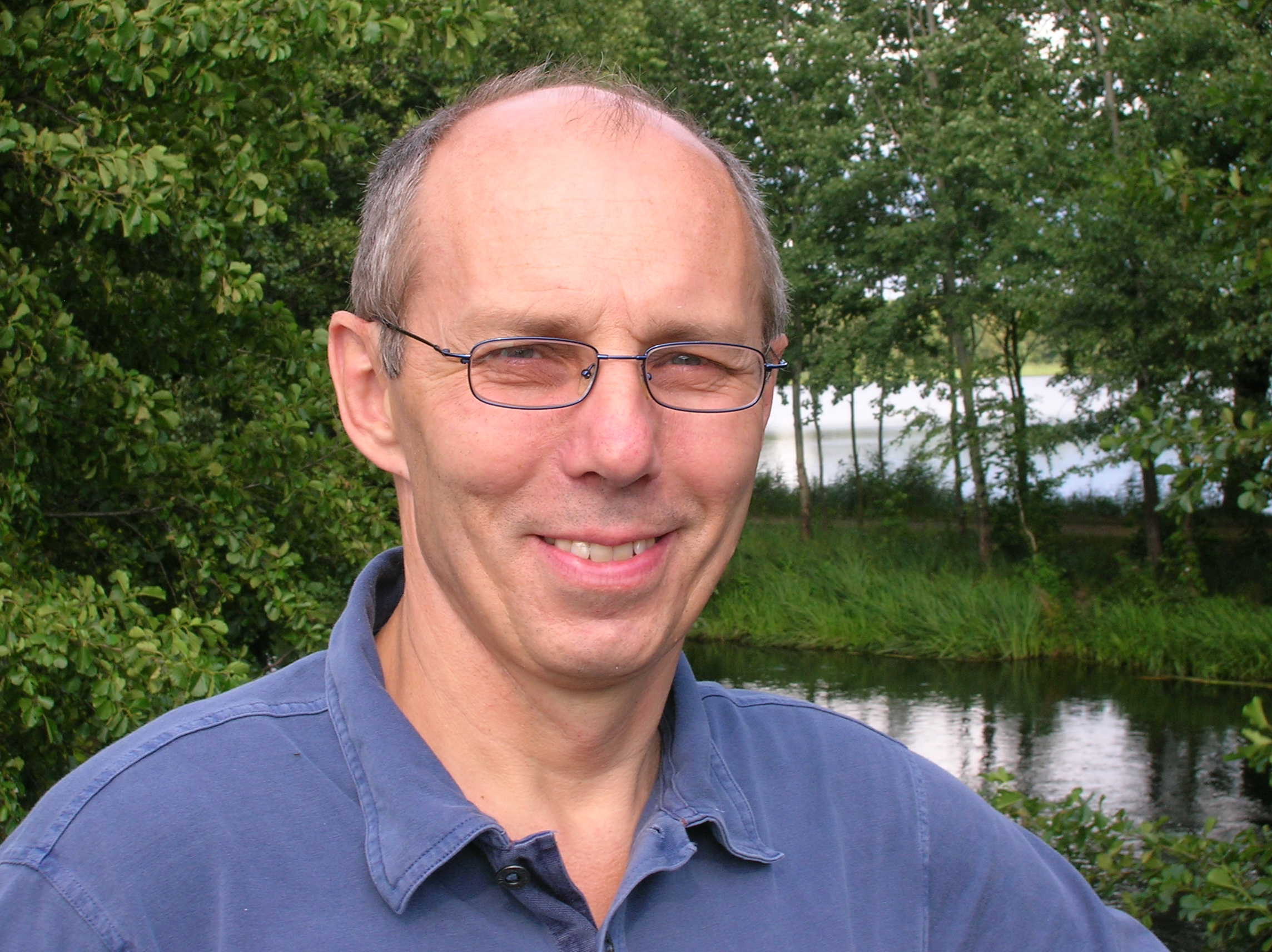
Reinhard Stöckel (2008)

## Leben
Reinhard Stöckel wurde zunächst Bibliothekar und studierte später am Leipziger Literaturinstitut. Tätigkeiten als Soldat auf Zeit, Gießereiarbeiter, Bibliothekar, in einem Jugendklub, Journalist, in einem Umweltverband und im IT-Service. Reinhard Stöckel lebt in der Niederlausitz.

## Veröffentlichungen (Auszug)
- Unten am Fluss. Dingsda-Verl., Querfurt 2002, ISBN 3-928498-89-4
- Der Lavagänger. Aufbau Verlag, Berlin 2009, ISBN 978-3-351-03244-9
- Der Lavagänger. Gelesen von Götz Schubert, Der Audio Verlag (DAV), Berlin 2009, ISBN 978-3-89813-827-7 (Lesung, 6 CDs, 480 Min.)
- Lavaløperen. Gyldendal Norsk Forlag, Kopenhagen 2011, ISBN 978-82-05-39542-8
- Ein wildes Schwein mit Namen Wilfried. Kinderbuch,  Edition Vogelweide im Selbstverlag des Autors, Teichland 2018, ISBN 978-3-96111-423-8
- Der Mongole: Roman. Müry Salzmann Verlag, Salzburg 2018, ISBN 978-3-99014-177-9
- Kupfersonne: Roman. Müry Salzmann Verlag, Salzburg 2020, ISBN 978-3-99014-201-1
- Westöstliche Couch: ein literarisches Alphabet gemeinsam mit Kathrin Groß-Striffler. - Müry Salzmann Verlag, Salzburg 2020, ISBN 978-3-99014-209-7
- Bärensommer: Roman. Müry Salzmann Verlag, Salzburg 2022, ISBN 978-3-99014-225-7